# Малый Калтай
Ма́лый Калта́й — село в Залесовского района Алтайского края России. Входит в состав Черёмушкинского сельсовета.

## История
Сведения о деревне Мало-Калтайская, он же Малый Калтай при речке Камышенка, содержатся в книге «Томская губерния. Список населенных мест по сведениям 1859 года» и в книге «Всесоюзная перепись населения 17 декабря 1926 г». В графе «Возникновение населённого пункта» указана дата возникновения села — 1824 год, деревня относится к Барнаульскому округу, число дворов — 16, мужчин — 41, женщин — 49
До 70-х годов XIX века в деревне проживали 5 семей, затем процесс пополнения села становится постоянным. В основном, жители прибывали в период с начала 80-х по 90-е годы XIX века (52 семьи). В первое десятилетие XX века в деревне поселилась ещё 31 семья.
Большинство семей прибыло из Оренбургской и Пермской губерний — 26 семей, а также из областей Среднего Поволжья (Пензенской и Самарской губерний) — 66 семей.
Большинство переселенческих семей (65 из 97) были выходцами из Пензенской губернии, было много переселенцев мордовской национальности (мокша и эрзя).
Согласно сложившейся практике , старожилы не спешили делиться землёй с переселенцами, поэтому в Малом Калтае было очень много бедняков: из 120 хозяйств бедняцкими, по данным «Хозяйственно-статистического описания крестьянских волостей Алтайского округа», были 98 (82%), середняцкими — 18 (15%), зажиточными — 4 (3%).
Только в 7 хозяйствах были молотилки и в 9 — жатки. 22 хозяйства использовали плуги, на 46 хозяйств было 44 сохи (2 находились в совместном владении), в основном, преобладал ручной труд, который ложился на плечи подростков, женщин и стариков, так как большинство мужчин были вынуждены отрабатывать обязательный поземельный налог или исполнять иную государственную повинность. Многие крестьяне были безлошадными, не все держали коров, но в Малом Калтае было маслодельное производство и молочная лавка. В округе села находились хорошие пастбища, поэтому в селе разводили не только лошадей и молочный скот, но и овец, которые давали мясо и шерсть.
В селе была церковно-приходская школа, жители ходили в церковь Сошествия Святого Духа на Апостолов Черемушкинского прихода.

## География
Село находится на реке Камышинка, притоке Чумыша 
Уличная сеть
В селе 2 улицы: Заречная и Молодёжная.
Расстояние до
- районного центра Залесово 37 км;
- областного центра Барнаул 76 км.

Ближайшие населённые пункты
Камышенка 2 км, Восход 6 км, Видоново 7 км, Черёмушкино 8 км, Думчево 8 км, Акулово 13 км, Талица 14 км, Захарово 16 км, Лебяжье 17 км, Старокрайчиково 20 км.
Транспорт
По территории Залесовского района проходят автодороги Залесово — Заринск — Барнаул, Залесово — Заринск — Мартыново. Село Малый Калтай относится к труднодоступным местам Алтайского края. К посёлку ведёт просёлочная дорога, которая связывает его с автодорогой, ведущей к районному центру, из него ежедневно отправляются по району рейсовые автобусы.

## Население
| 1997 | 1998 | 1999 | 2000 | 2001 | 2002 | 2003 |
| ---- | ---- | ---- | ---- | ---- | ---- | ---- |
| 191  | ↘182 | ↘174 | ↘167 | ↗177 | ↗179 | ↘156 |
| 2004 | 2005 | 2006 | 2007 | 2008 | 2009 | 2010 |
| ↘146 | ↗153 | ↗157 | ↘149 | ↗158 | ↘151 | ↘132 |
| 2011 | 2012 | 2013 |      |      |      |      |
| →132 | ↘126 | ↘121 |      |      |      |      |

## Инфраструктура
В селе работают коммерческие организации, муниципальная киноустановка, есть школа, ФАП, Малокалтайский сельский клуб. Почтовое отделение, обслуживающее село Малый Калтай, находится в административном центре Черёмушкино.
Наследие
- В селе Малый Калтай создана фольклорная группа «Красивые бабушки» [17].
- В одной из семей села сохранился костюм народности мордва (мокша), которому 125 лет[18].
- Комплексная экспедиция по изучению языка, фольклора, материальной и духовной культуры мордвы Алтайского края, организованная Научно-исследовательским институтом языка, литературы, истории и экономики при Совете Министров Мордовской АССР в 1975 году под руководством Э.Н. Таракиной, собрала и записала первую музыкальную коллекцию мордовского наследия: обрядовые (календарные и свадебные), лирические, круговые песни, частушки, детские игры, песенки и считалки на эрзя- и мокша-мордовских языках.

Достопримечательности
Рядом с селом расположен памятник природы краевого значения «Озеро Мало-Калтайское». Живописное озеро — популярное место отдыха местных жителей и туристов.